# 萬腹企画
萬腹企画（まんぷくきかく）は、日本の演劇ユニットである。2015年から東京都を拠点に活動している。主宰は劇作家・演出家・俳優の平康臣。

## 概要
2015年4月に、作・演出を手掛ける平康臣が立ち上げる。「ココロのまんぷく」をテーマに活動している。
舞台公演や関連イベント以外にも音楽、ライブイベントなどを開催することもある。また、その舞台の「萬腹ワールド」とも呼ばれる世界観・キャラクターの魅力を活かした、個展の開催や本格的なゲームの可能なオリジナルのトレーディングカードゲームの開発といったような独自の表現展開も行っている。
舞台本公演のナンバリングは「○杯目」と呼称される。
2020年4月に行われたACT第2回劇団総選挙において第1位を獲得する。

## 公演記録
特記あるものを除き、脚本・演出は平康臣。
|                                          | 作品名                           | 公演期間                  | 劇場                                | 備考         |
| ---------------------------------------- | -------------------------------- | ------------------------- | ----------------------------------- | ------------ |
| 1杯目                                    | Hell of inmates!                 | 2015年12月11日 - 13日     | アートスペースサンライズホール      |              |
| 2杯目                                    | コトノハ                         | 2016年7月8日 - 10日       | シアターグリーン BOX in BOX THEATER |              |
| 3杯目                                    | A-E                              | 2017年7月6日 - 9日        | TACCS1179                           |              |
| 4杯目                                    | 恋愛疾患特殊医療機 a-Xブラスター | 2018年1月11日 - 14日      | シアターグリーン BOX in BOX THEATER |              |
| 5杯目                                    | マギアギア                       | 2018年7月4日 - 8日        | 新宿シアターモリエール              |              |
| 6杯目                                    | SYNAPSE -シナプス-               | 2018年11月21日 - 25日     | 上野ストアハウス                    |              |
| 7杯目                                    | 封印壊除                         | 2019年7月10日 - 15日      | 萬劇場                              |              |
| 8杯目                                    | V-e ヴォイス・エレメント         | 2019年9月4日 - 8日        | 上野ストアハウス                    |              |
| 9杯目                                    | NIKORA -ニコラ-                  | 2019年12月25日 - 29日     | ポケットスクエア テアトルBONBON     |              |
| 10杯目                                   | BUGBUG西遊記                     | 2020年2月26日 - 3月1日    | ポケットスクエア ザ・ポケット       |              |
| 11杯目                                   | 怨霊撲滅屋GRUDGE・BREAKERs       | 2020年8月19日 - 23日      | シアターKASSAI                      |              |
| 秋の特別公演                             | Eバリアーズ                      | 2020年10月21日 - 25日     | アトリエファンファーレ東新宿        |              |
| 12杯目                                   | みく×ぶれ 〜Mixed×Blessing〜     | 2021年3月31日 - 4月4日    | d-倉庫                              |              |
| 13杯目                                   | 音霊戦隊ディスクレンジャー2021   | 2021年10月27日 - 31日     | d-倉庫                              |              |
| 14杯目                                   | ハガネノコドウ A-E               | 2022年5月19日 - 22日      | あうるすぽっと                      |              |
| 萬腹企画×かいじゅうコット 特別コラボ公演 | マッピルマの人々                 | 2022年7月27日 - 31日 29日 | 参宮橋トランスミッション            | 脚本：大橋頼 |
| 15杯目                                   | 恋愛疾患特殊医療機 a-xブラスター | 2022年11月10日 - 13日     | シアター・アルファ東京              |              |
| 16杯目                                   | MAGIAGIA -マギアギア-            | 2023年4月27日 - 30日      | あうるすぽっと                      |              |
| 冬の特別公演                             | NIKORA-ニコラ-                   | 2023年12月20日 - 24日     | ポケットスクエア テアトルBONBON     |              |
| 17杯目                                   | 封印壊除                         | 2024年3月21日 - 25日      | シアターグリーン BIG TREE THEATER   |              |
| 18杯目                                   | 怨霊撲滅屋GB                     | 2024年11月13日 - 17日     | 新宿シアターモリエール              |              |
| 春の特別公演                             | ライジング・ラブ                 | 2025年3月12日 - 16日      | 小劇場 楽園                         |              |
| 19杯目                                   | 恋愛疾患特殊医療機 a-xブラスター | 2025年7月16日 - 20日      | 六行会ホール                        |              |

## イベント
| タイトル                               | 開催日                  | 会場                                | 備考                           |
| -------------------------------------- | ----------------------- | ----------------------------------- | ------------------------------ |
| 萬腹企画×片霧烈火 「おとらく3!!!」     | 2017年3月11日           | 池袋MANHOLE                         | 音楽ライブ                     |
| 萬腹企画の個展                         | 2021年8月14日 - 15日    | ギャラリーがらん西荻                |                                |
| 萬腹企画の個展#2                       | 2021年12月10日 - 12日   | ギャラリーがらん西荻                |                                |
| 萬腹企画×いとをかし。 コラボイベント   | 2022年7月29日           | 参宮橋トランスミッション            | スペシャルコラボイベント       |
| 萬腹企画の個展#3                       | 2022年8月20日 - 21日    | ギャラリーがらん西荻                |                                |
| 萬腹企画の個展#4                       | 2023年1月28日 - 29日    | ギャラリーがらん西荻                |                                |
| 萬腹企画大新年会                       | 2023年2月4日 - 5日      | バルスタジオ                        |                                |
| 萬腹企画の個展#5                       | 2023年9月30日 - 10月1日 | ギャラリーがらん西荻                |                                |
| まんぷくパーティ！                     | 2023年11月26日          | 東京都新宿区某所                    |                                |
| 萬腹企画の個展#6                       | 2024年1月27日 - 28日    | ギャラリー&スタジオnolla 銀座・築地 |                                |
| 萬腹企画の個展#7                       | 2024年5月11日 - 12日    | ギャラリーがらん西荻                |                                |
| 萬腹企画の個展番外編 「Manpuku World」 | 2024年7月27日 - 28日    | ギャラリーがらん西荻                |                                |
| メイキング・ボイシーズ                 | 2025年2月7日            | アジギャラリー                      | サウンドドラマ公開収録イベント |
| 萬腹企画の個展#8                       | 2025年2月8日 - 9日      | アジギャラリー                      |                                |

舞台公演関連イベント
- 01杯目（2016年2月28日）
- 05杯目（2018年8月19日）
- 14杯目（2022年4月2日 / 7月2日 - 3日 / 9月24日 - 25日）
- 15杯目（2022年10月15日 - 16日 / 11月19日 - 20日）
- 16杯目（2023年4月15日 - 16日 / 6月17日 - 18日 / 2024年2月3日）
- 17杯目（2024年3月9日 - 10日 / 4月6日 - 7日 / 10月19日）
- 18杯目（2024年10月20日 / 12月7日 - 8日 / 2025年5月30日）
- 2025年 春の特別公演（2025年3月15日）
- 19杯目（2025年7月4日 / 7月25日 - 26日）